# Sd.Kfz. 265 Panzerbefehlswagen
Az SdKfz 265 Kleiner Panzerbefehlswagen  a német hadsereg első parancsnoki páncélozott járműve volt, mely az első sorozatban gyártott német harckocsi, a Panzerkampfwagen I átalakított változata. A második világháború elejétől a harckocsi egységek vezetési és híradó feladatainak támogatása érdekében rendszeresítették. A Magyar Királyi Honvédségben is szolgált és a háború befejezését követően tovább használták kiképzési célokra.

## Története
Külön a parancsnokok számára kialakított harckocsi elgondolása abból a felismertségből eredt, hogy a páncélos egységek magasabb beosztású parancsnokainak nem egy harckocsin kellett haladniuk. Az általuk használt harcjárműveket olyan különleges felszereléssel és személyzettel is el kellett látniuk, amely támogatta a parancsnoki tevékenységet. 1938-ban először egy Panzer I-es kiképző feladatra ellátott darabját alakították át ilyen célra.

## Tervezet
A forgatható tornyot módosították egy doboz formájú felépítményre azért, hogy a parancsnok és munkatársai több térhez jussanak és legyen hely a térképek és a híradó felszerelések elhelyezésére. A páncélozott járművet több nagy teljesítményű rádió adó-vevővel látták el, mint a FuG6 rádióadó a korábbi FuG2 rádióvevő mellé. Mindezen módosítások ellenére a jármű belseje kicsi maradt, mely tényező a jármű gyors cseréjét eredményezte nagyobb harckocsikból kialakított változatokra. A szűk belső térben a gömbfoglalatban elhelyezett géppuska kezelése gyakorlatilag lehetetlen volt. Emiatt a legtöbb Sd.Kfz 265 járművön lőréseket alakítottak ki, egyes példányokról a géppuskát még le is szerelték. Több korai változat tetejére is szereltek egy nagy keretantennát. Az antenna nagyobb hatótávolságot és jobb vételt biztosított a fejlesztett rádióadóval felszerelt egységeknek.
Mivel egy parancsnoki harckocsinak alapvetően lépést kellett tudni tartania a parancsnoksága alatt levő harckocsikkal, ezért az eredeti 60 lóerős Krupp M305 dízelmotort lecserélték egy sokkal erősebb, 100 lóerős Maybach NL38TR dízelmotorra, melynek eredményeképpen a jármű 3 km/h-val gyorsabb, de 300 kg-mal nehezebb volt az eredeti Panzer I harckocsinál. A megnövelt üzemanyagkapacitás révén a hatótávolság 290 kilométer lett, közel 160 kilométerrel több, mint a Panzer I harckocsinál.
Különös megjelenése ellenére az Sd.Kfz. 265 parancsnoki jármű 1,97 méter magas volt, mindössze 25 centiméterrel magasabb, mint az eredeti Panzer I Ausf. B.

## Gyártás
1935 és 1937 között nagyjából 190 darab ilyen parancsnoki járművet épített a Daimler-Benz, melyeket egy időben gyártottak a Panzerkampfwagen I Ausf. B típusokkal.

## Alkalmazás
1935 és 1940 között az Sd.Kfz. Panzerbefehlswagen volt a szabvány parancsnoki harckocsi a német páncéloshadosztályokban. Mindegyik hadosztály 16 harckocsizó századot foglalt magában, melyek négy zászlóaljba, két ezredbe vagy egy dandárba tömörültek, így összesen 23 főhadiszállást adtak ki. Főhadiszállásonként legalább egy parancsnoki harckocsival kellett rendelkezni. 1940-ben az Sd.Kfz 265 harckocsikat beosztották a páncélos tüzérezredek jelző és megfigyelő zászlóaljaiba is.
Az Sd.Kfz. 265 harckocsit először 1939 szeptemberében, a lengyelországi hadjárat alatt vetették be. Ezt követően több példányt átalakítottak Sanitatskraftwagen I (Sd.Kfz. 265) páncélozott sebesültszállítóvá, melyek a franciaországi hadjárat idején teljesítettek szolgálatot. 1940 májusában, a francia hadjárat kezdetén a 190 járműből 96 még mindig használatban volt. A Lengyelországban szerzett harci tapasztalatok után a jármű páncélvédettségét 15 milliméterrel megnövelték (így maximálisan 28 milliméter lett). Az átalakítást a felépítmény felszínére sebtében felszerelt páncéllemezek jelentették. A jármű folytatta pályafutását a franciaországi és hollandiai invázió alatt, majd 1941-ben több példányt átszállítottak a Földközi-tengeren, hogy részt vegyenek az Afrikai hadjáratban. Az Sd.Kfz. 265 parancsnoki harckocsit jelentős mértékben használták az 1941-es balkáni hadjárat során, mielőtt felváltották volna nagyobb parancsnoki járművekkel. Habár század szinten lecserélték, 1942 folyamánt több jármű folytatta a szolgálatot magasabb parancsnoki szinteken. Néhány járművet rádió-irányító járműként használtak a Minenraeum-Wagen BI/BII (Sd.Kfz.300) járművekhez. Egy kisebb mennyiséget exportáltak Magyarországnak. A háborút követően a német hadseregben továbbra is szolgálatban maradt, mint kiképző jármű.

## Személyzet
A harcjárműnek háromfős volt a személyzete (parancsnok, híradós katona és harcjármű vezető). Fegyverzetét a toronyba épített MG13 vagy MG34-es géppuska jelentette.

## Túlélő járművek

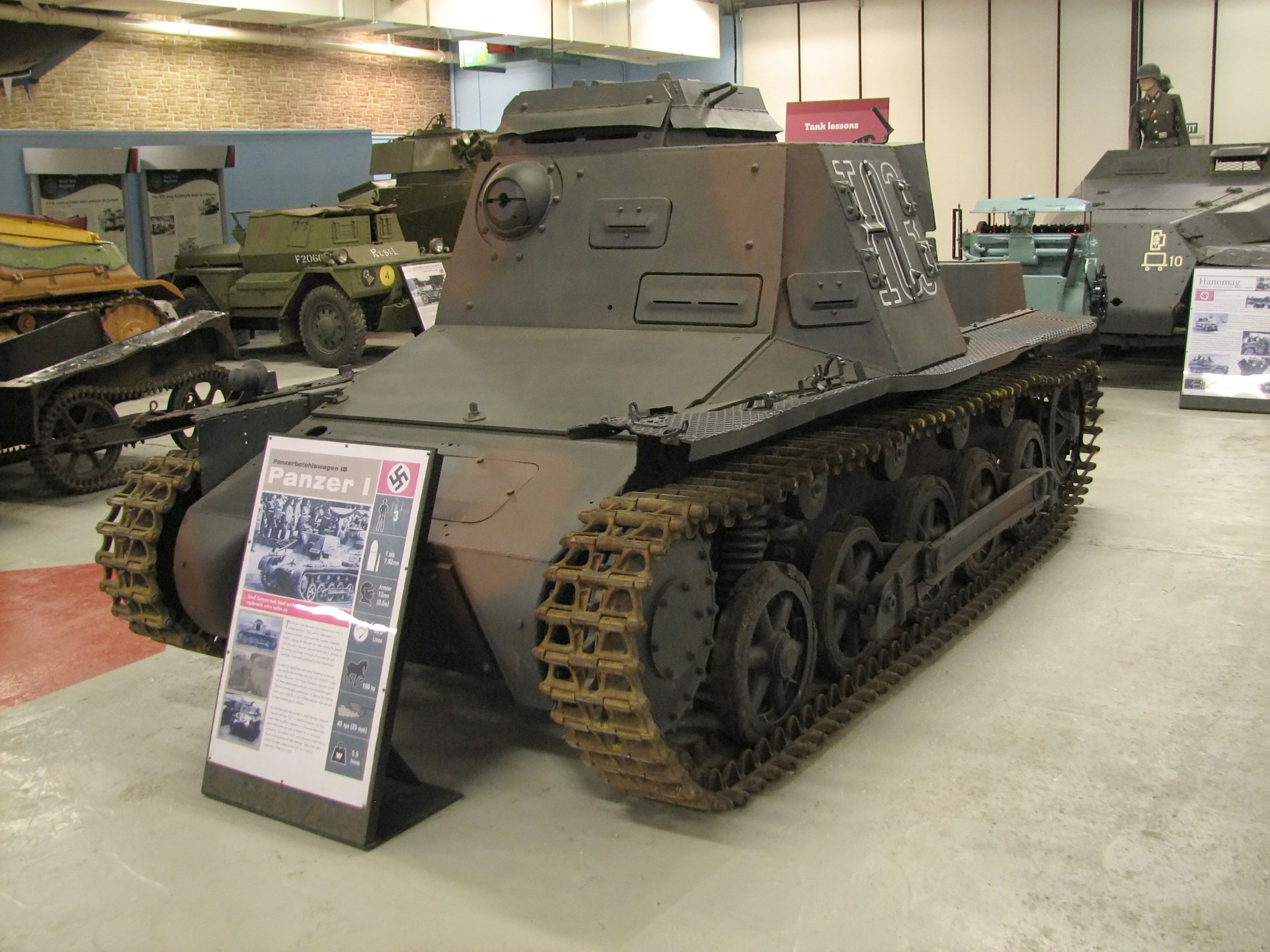
Panzerbefehlswagen I a Bovington Tank Museum-ban

Sd.Kfz. 265 Panzerbefehlswagen I Ausf. B a 21. páncéloshadosztály (Panzer Division) 1. zászlóaljának jelöléseivel (melyet Észak-Afrikában zsákmányoltak) a Bovington Tank Museum-ban tekinthető meg Bovingtonban, Angliában.

## Lásd még
- Panzerkampfwagen I
- Második világháború

### Fordítás
- Ez a szócikk részben vagy egészben  a   SdKfz 265 Panzerbefehlswagen című angol Wikipédia-szócikk ezen változatának fordításán alapul.  Az eredeti cikk szerkesztőit annak laptörténete sorolja fel. Ez a jelzés csupán a megfogalmazás eredetét és a szerzői jogokat jelzi, nem szolgál a cikkben szereplő információk forrásmegjelöléseként.